# Grzęda (rejon żółkiewski)
Grzęda (ukr.  Гряда, Hriada) – wieś na Ukrainie, w obwodzie lwowskim, w rejonie lwowskim (do 2020 roku w rejonie żółkiewskim). W 2001 roku liczyła 1221 mieszkańców.

## Historia
Na podstawie Słownika geograficznego Królestwa Polskiego i innych krajów słowiańskich: Grzęda to wieś w powiecie lwowskim, 12 km na północ od Lwowa, 4 km na północ od stacji kolejowej w Dublanach na samej granicy powiatu lwowskiego i żółkiewskiego. Do powiatu lwowskiego należały również Wólka Hamulecka, Hamulec i Sieciechów. Wólka Hamulecka oddalona na 3 km na zachód od Grzędy, a Sieciechów położony jest 5 km na wschód od Grzędy.
Osada ta znana jest z 1500 roku. Przez dłuższy czas ziemie te były ekonomią. W 1781 roku Grzędę z okolicami wykupiła księżniczka Ludwika Lubomirska z Pociejów (zm. 1786), zona wojewody bracławskiego i kijowskiego Stanisława Lubomirskiego (1704-1793). W rekach tego potężnego rodu Grzęda była niedługo, gdyż już na początku XIX wieku majątek został sprzedany.
Liczba budynków w Grzędzie w roku 1880 wynosiła 128, liczba mieszkańców 716. Znaczna część mieszkańców była obrządku greckokatolickiego, było też 220 rzymskich katolików. Parafia greckokatolicka była we wsi, a rzymskokatolicka w Kościejowie. W Grzędzie była 1-klasowa szkoła i kredytowa kasa gminna z kapitałem 1106 złotych. W latach 1870–1875 była tu szkoła uprawy lnu przeniesiona do Gródka.
Według spisu powszechnego z 1921 roku we wsi mieszkało 372 Polaków i 503 Ukraińców. W 1931 roku Grzęda liczyła 918 mieszkańców.
9 września 1944 roku bojówka OUN-UPA zamordowała 30 polskich mieszkańców.

## Dwór w Grzędzie
- niewielki murowany, jednokondygnacyjny dwór z parterem, kaplicą oraz lochami i piwnicami z XVII w. Pierwotnie obiekt mógł być małą fortecą[5]. Głębokie piwnice i pomieszczenie na parterze[6] z pięknym sklepieniem pochodzą z co najmniej XVII w. Drugie piętro, nie posiadające specjalnych elementów architektonicznych, zostało zbudowane w XIX w.[7] Od frontu dwór posiada ciężki i głęboki portyk z czterema masywnymi kolumnami, na których oparty jest balkon piętra. Portyk utworzył zadaszone wejście do dworu[7]. Dookoła majątku są ślady dość potężnych wałów, a także ostatki parku ze starymi drzewami. Ostatni właściciel (dzierżawca[8]) majątku Kajetan Czarkowski-Golejewski mieszkał tu przed rozpoczęciem II wojny światowej niecałe dwa lata, ale udało mu się zgromadzić w swojej posiadłości wiele cennych dzieł sztuki. W jednej sali, ściany były obwieszone trofeami myśliwskimi, znajdowało się tu pudełko z karpackiego cedru – prezent od Andrzeja Szeptyckiego, metropolity ukraińskiego kościoła greckiego. Centralne miejsce w jadalni zajmował ogromny dębowy stół z intarsjami, z gdańskimi nogami z XVII w. Został kupiony w 1939 roku w Prusach Wschodnich. Wokoło stały krzesła dębowe wykonane na wzór antyczny. Również w jadalni były dwa gdańskie kredensy z XVIII w. W innym pokoju na parterze, w który zachował się oryginalny kamienny kominek, były białe meble w stylu Ludwika XV, a także importowane z Prus. W specjalnej niszy na schodach stała drewniana rzeźba św. Jana z XVII w. Górna sala służyła jako salon. W sali balowej, która nie została odpowiednio wyposażona w 1939 r. stał tylko fortepian Steinway, przy którym został namalowany kompozytor Ignacy Paderewski. Ćwiczył na nim podczas koncertów, które dał w 1914 roku. W dwóch sąsiednich salonach były również stylowe meble, empirowy sekretarzyk, kredens w kształcie liry, w tym samym kształcie stolik, empirowa kołyska, w której wzrosło pięć pokoleń przodków ówczesnych właścicieli, dwie szafy, duże wiedeńskie biuro w stylu Marii Teresy, dwie bardzo cenne skrzynie, które zostały zakupione ze zbiorów Dzieduszyckich, łóżko w stylu empirowym. Był srebrnym talerzu, w którego wnętrzu grawerowano daty śmierci poprzedników, w tym właściciela Klemensa Rudnickiego. Wśród zbiorów obrazów były dwa Juliusza Kossaka i dwa stare pejzaże szkoły holenderskiej zakupione u Dzieduszyckich, wielkie portrety rodzinne, marmurowe popiersie Marii Felicji Czarkowskiej-Golejewskiej (1909-1994)[9], córki Cyryla Czarkowskiego-Golejewskiego (1885-1940)[10] brata przyrodniego Kajetana, zegar w stylu imperialnym, kandelabry, kolekcja 20 zegarków z XVIII i XIX w. (m.in. ręczny i słoneczny), posągi Buddy z Syjamu (jeden ponadmetrowy), głowa Buddy z brązu, którą hr. Kajetan znalazł w ruinach świątyń syjamskiej, portret chińskiego mandaryna na jedwabiu, dwa komplety toaletowe, zbiór miniatur. Najbardziej cenna w bibliotece była pierwsza edycja Adama Mickiewicza z jego osobistą dedykacją w wydaniu Pana Tadeusza, album fotografii i dagerotypów o sławnych Polakach epoki Napoleona III[7]. Za czasów władzy radzieckiej pałac przerobiono na wielomieszkaniowy dom. Obecnie pałac jest zaniedbany i powoli popada w ruinę.

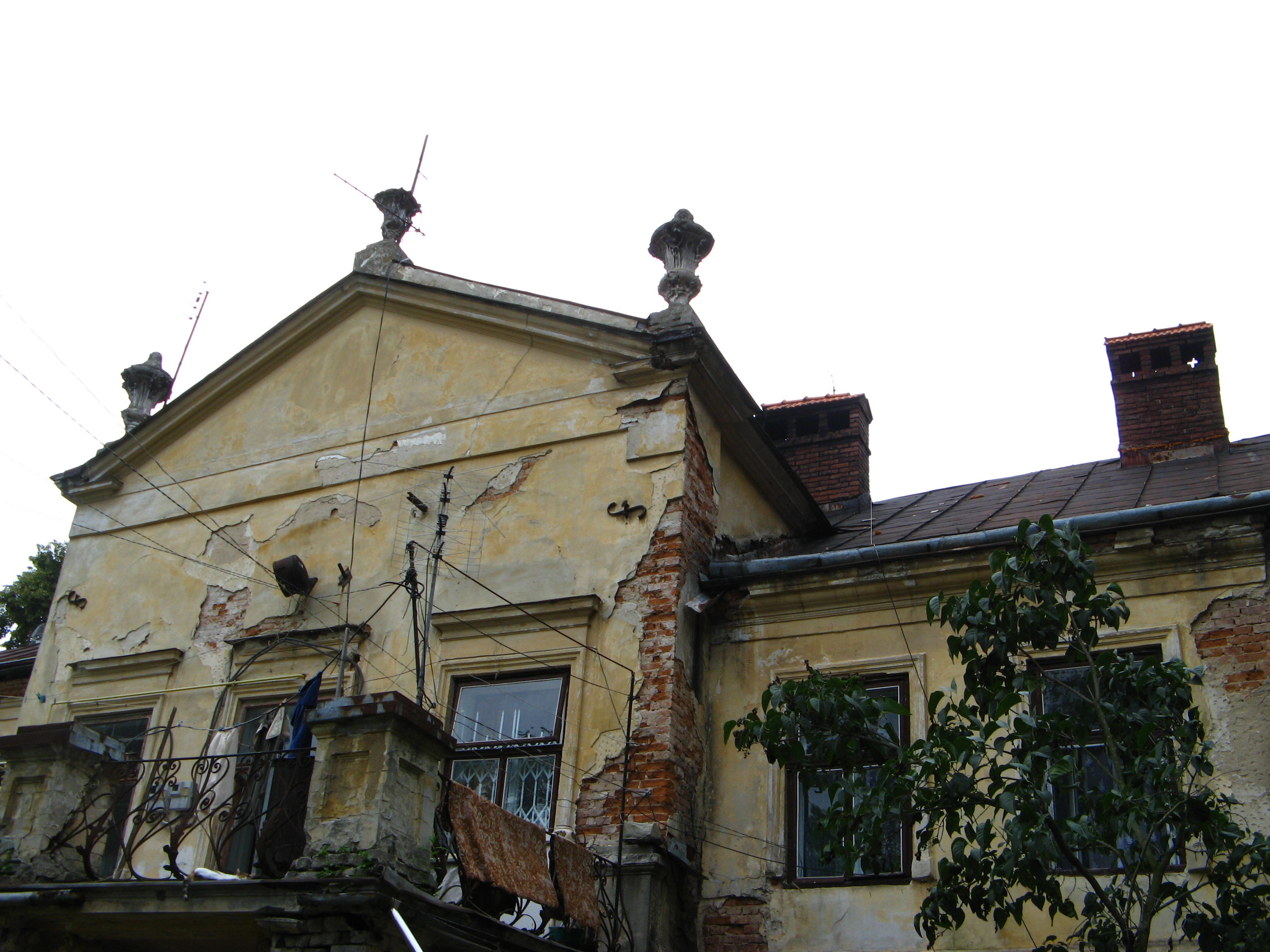
Tympanon wieńczący ryzalit z wazonami
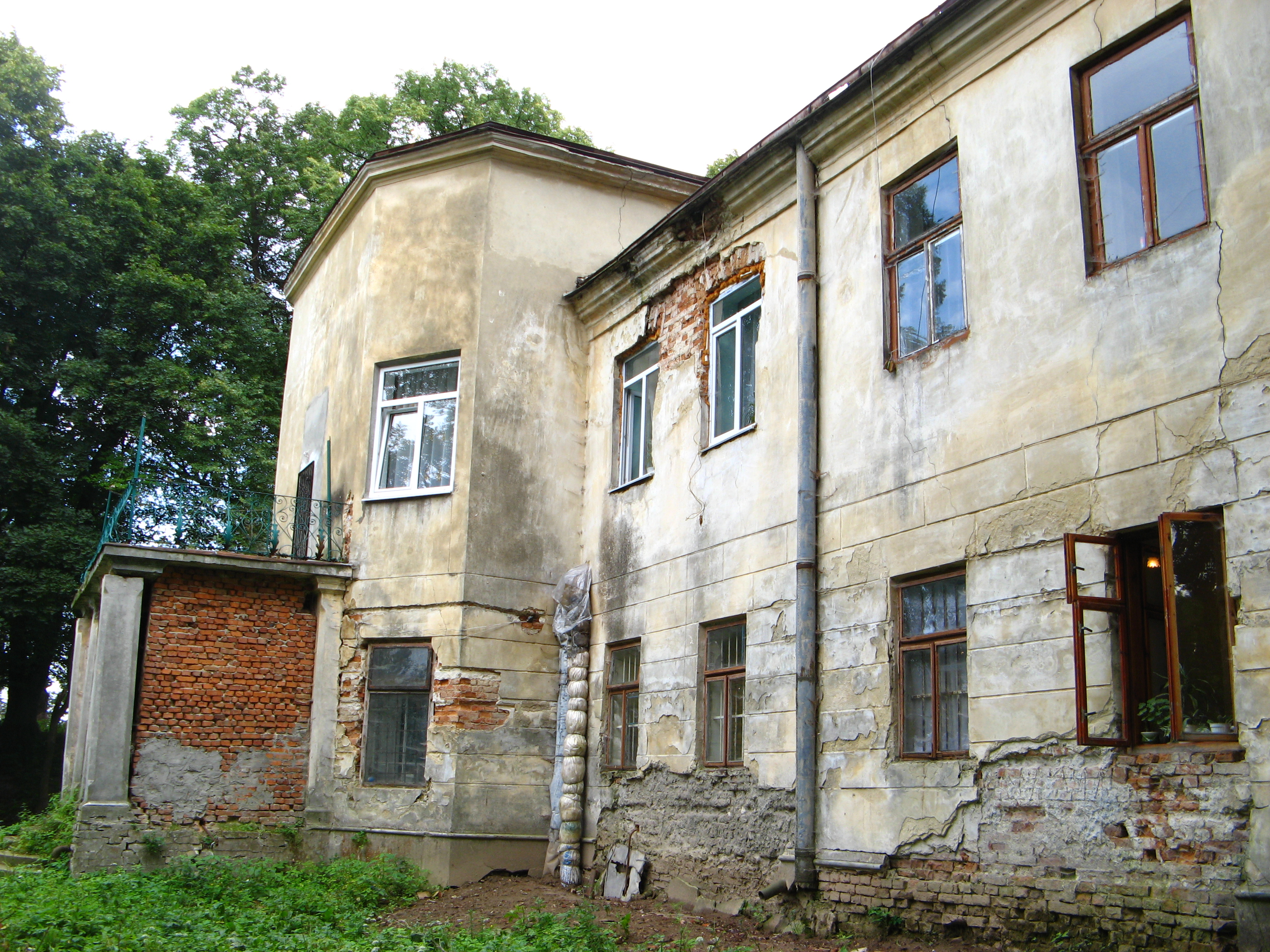
Ściana północna
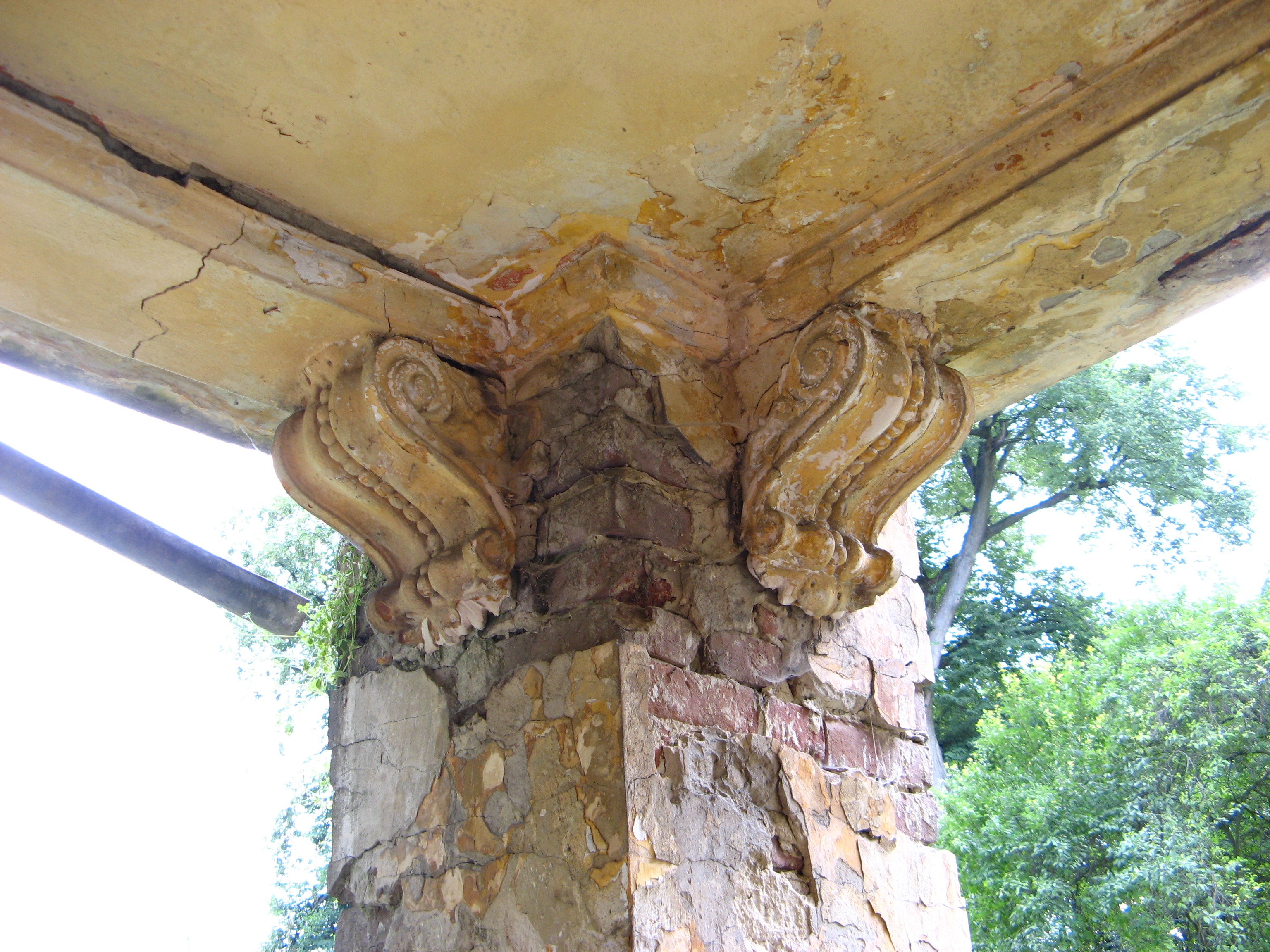
Zwieńczenie kolumny
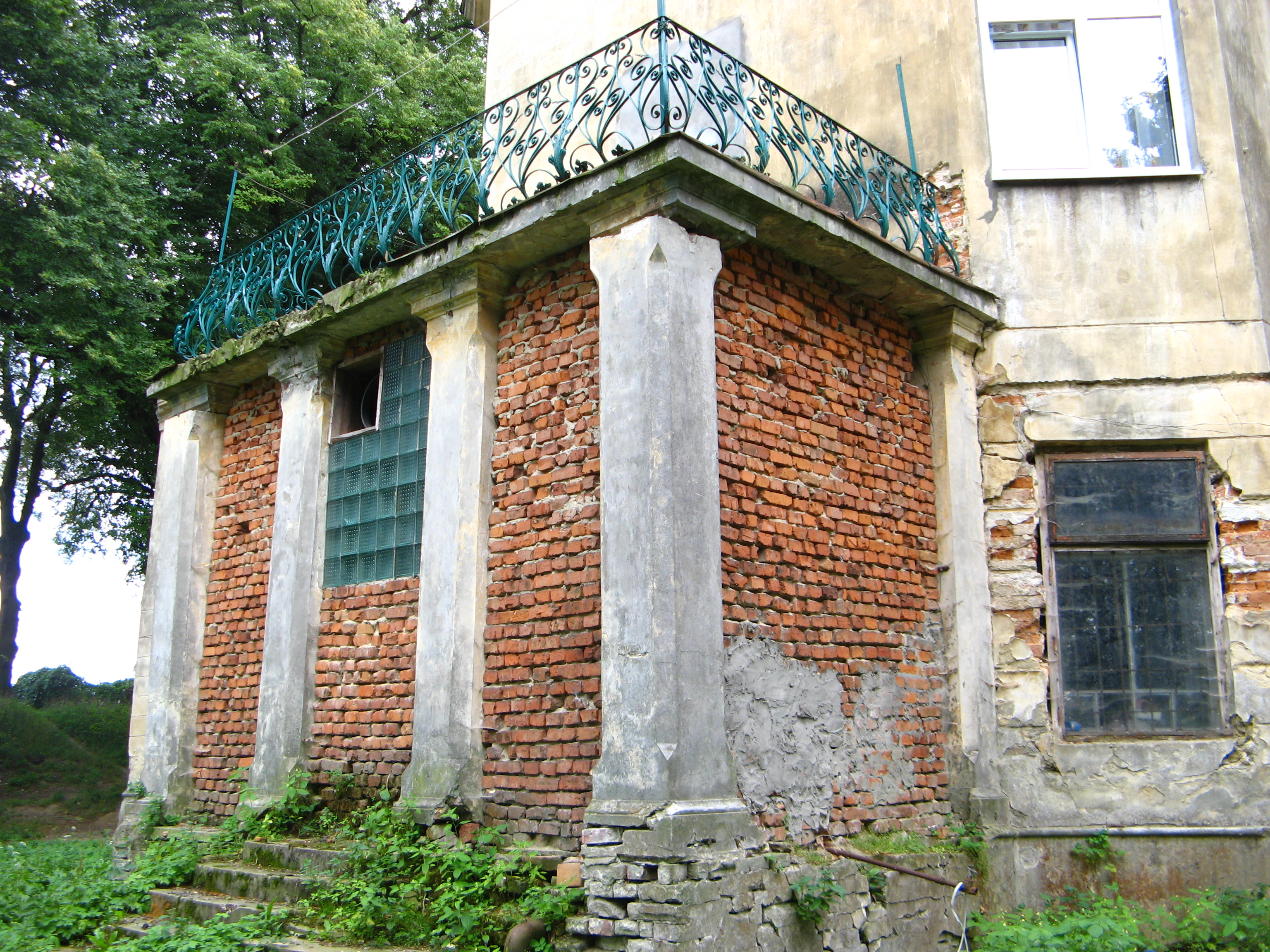
Wejście północne od parku
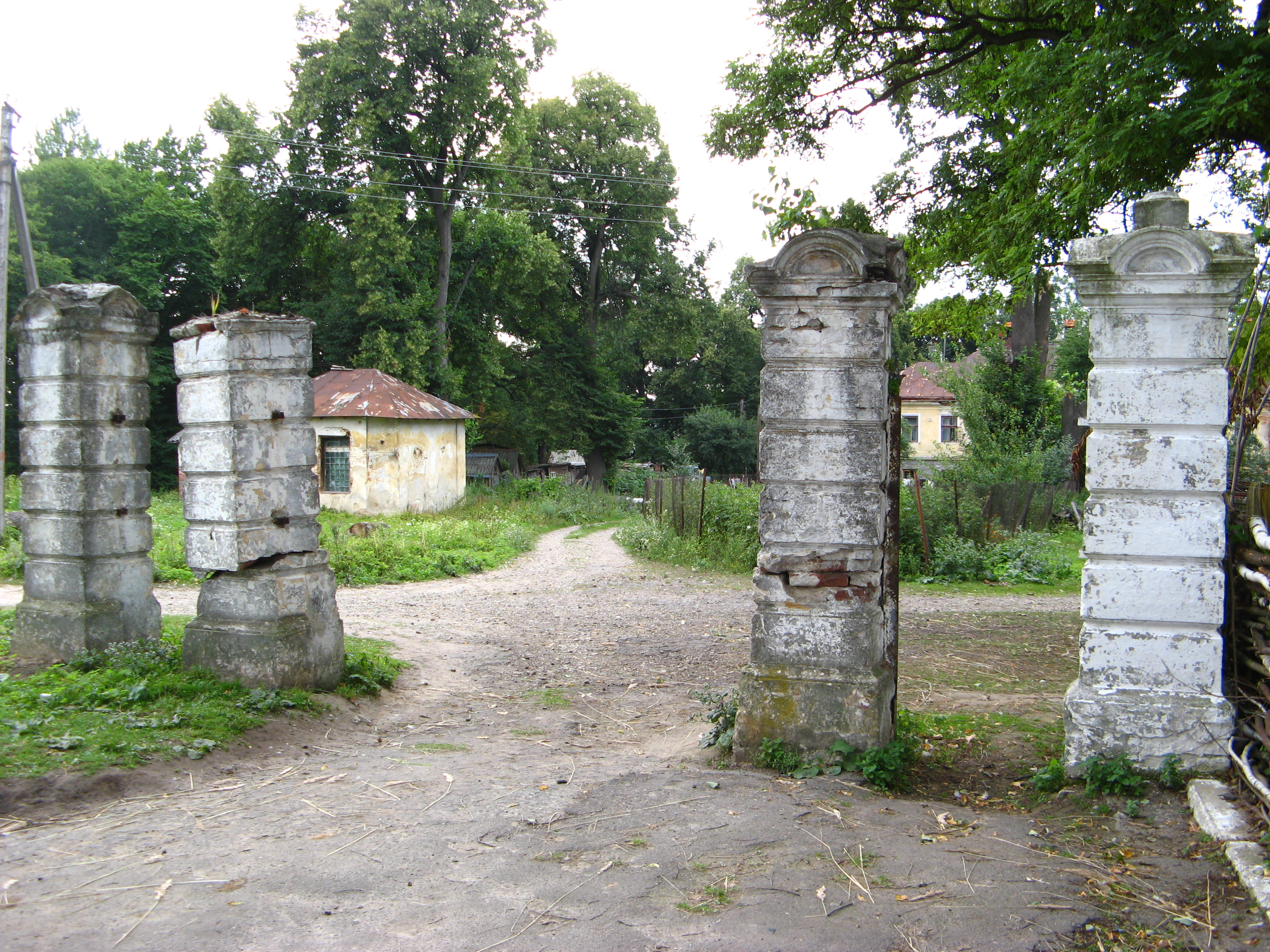
Brama wjazdowa
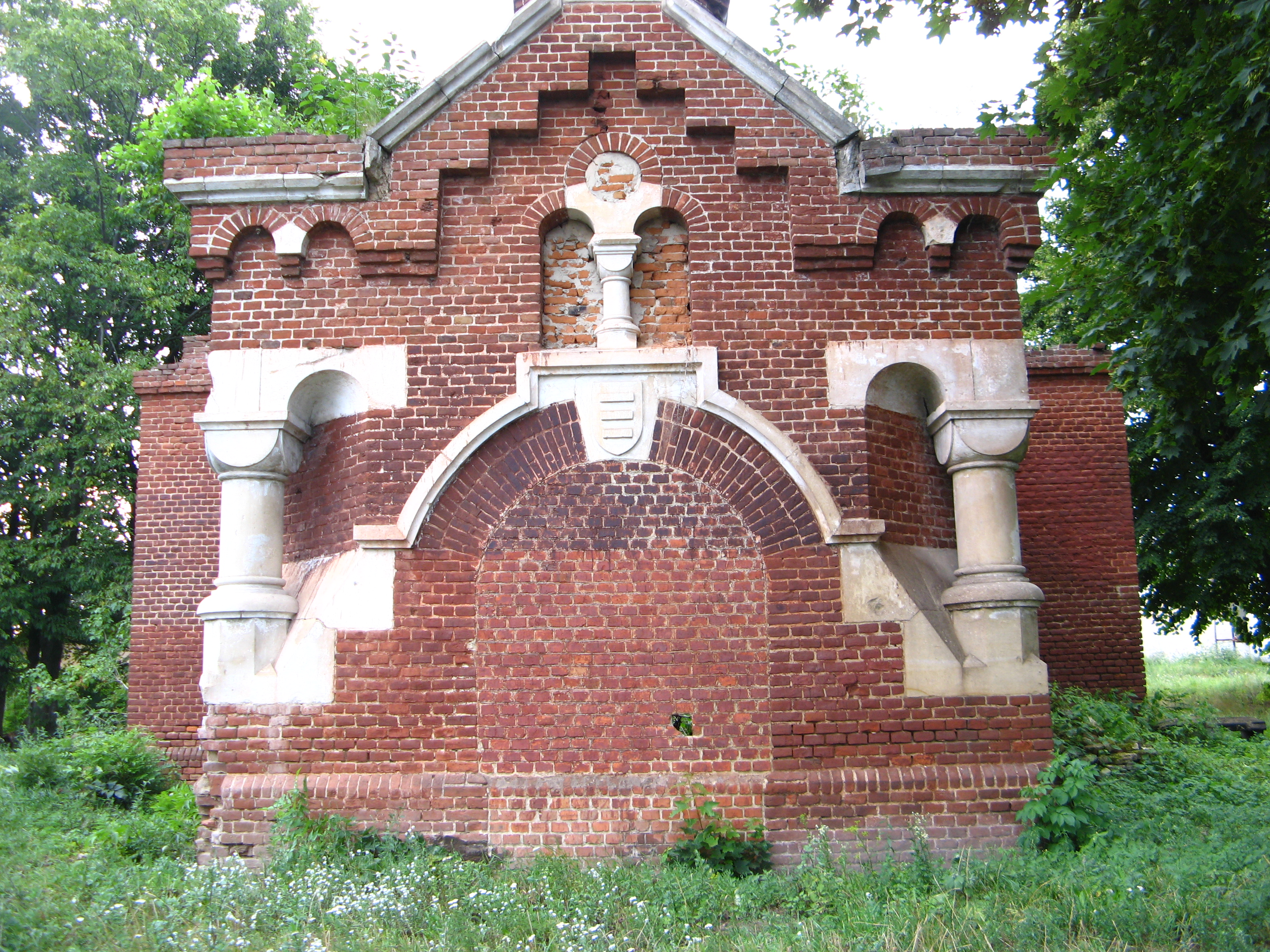
Kapliczka
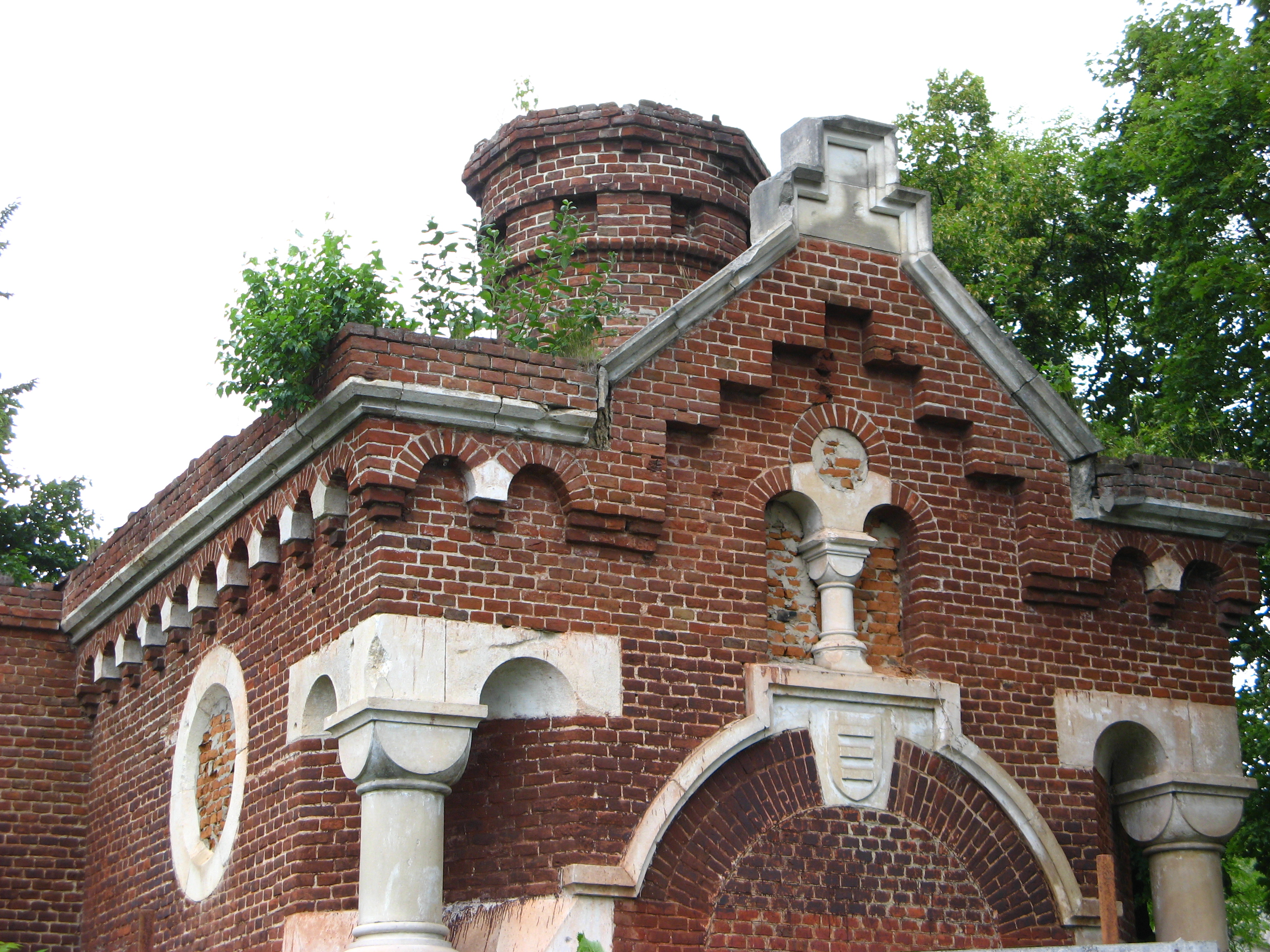
Kapliczka